# Nintendo Software Planning & Development
Nintendo Software Planning and Development (o SPD) fue un equipo de desarrollo interno de la compañía Nintendo. SPD fue creada en el 2004, en plena reestructuración de la compañía. Su función principal consistía en apoyar el desarrollo de videojuegos de otros equipos first-party y dirigir las producciones en el extranjero de franquicias first-party.
En el 2007, SPD estaba dirigido por Akira Ootani y estaba formado por cuatro equipos de producción que se encargaban de diferentes proyectos.
La división desapareció el 16 de septiembre de 2015, al fusionarse con Nintendo EAD para formar Nintendo Entertainment Planning and Development.

## Estructura

### SPD Production Group 1
Director/productor: Yoshio Sakamoto

Responsable del codesarrollo de la serie Wario Ware junto a Intelligent Systems y de los títulos portátiles en 2D de la saga Metroid. Se encargaron de Card Hero DS junto a Intelligent Systems. También es responsable de la serie Rhythm Paradise junto a TNX.
Juegos desarrollados: 
Metroid Fusion, Metroid Zero Mission, WarioWare, Inc.: Mega Party Game$!.

Juegos co-desarrollados: 
Card Hero DS, WarioWare, Inc.: Mega Party Game$!, Wario Ware: Smooth Moves, Wario Ware: Touched!, WarioWare: Twisted!, Metroid Other M, Rhythm Tengoku, Rhythm Paradise, Rhythm Paradise (Wii)

### SPD Production Group 2
Director/productor: Hitoshi Yamagami

Responsable principal de los juegos de puzle de Nintendo en las portátiles. Desarrollaron Dr. Mario & Bacteria Extermination para el servicio WiiWare.

Juegos desarrollados: 
Mahjong DS y Tetris DS.

Juegos co-desarrollados: 
Planet Puzzle League, Super Princess Peach, Devil's Third, Pandora's Tower (Nintendo eShop Publicado por Nintendo en América Regreso), Fossil Fighters Series, Xenoblade Chronicles X, Code Name: S.T.E.A.M., Metal Torrent.

### SPD Production Group 3
Director/productor: Kensuke Tanabe

Supervisor del desarrollo de juegos en el extranjero y de los títulos de las second-party.

Juegos co-desarrollados:
Battalion Wars, Battalion Wars 2, Excite Truck, Geist, Metroid Prime 2: Echoes, Metroid Prime 3: Corruption, Mother 3, Punch Out!!, Donkey Kong Country Returns y Sin & Punishment 2: Star Successor.

### SPD Production Group 4
Director/productor: Shinya Takakashi

Responsable principal de los canales Wii.

Juegos desarrollados:
DS Letter Training

Otros desarrollos:
Canal Opiniones, Everybody's Nintendo Channel, Mii Contest Channel, y TV Program Guide.